# Штруппен
Штруппен (нем. Struppen) — община в Германии, в земле Саксония. Подчиняется земельной дирекции Дрезден. Входит в состав района Саксонская Швейцария. Подчиняется управлению Кёнигштайн/Зекс. Швайц. Население составляет 2560 человек (на 31 декабря 2010 года). Занимает площадь 20,68 км².
Община подразделяется на 5 сельских округов.

## Население
| Год  | Численность | Численность |
| ---- | ----------- | ----------- |
| 2017 | 2507        | [ 1 ]       |
| 2019 | 2500        | [ 3 ]       |
| 2021 | 2464        | [ 4 ]       |
| 2022 | 2441        | [ 5 ]       |
| 2023 | 2407        | [ 2 ]       |